# Élections municipales partielles françaises de 2000
Des élections municipales partielles ont lieu en 2000 en France.